# Paradise Garden (film 1917)
Paradise Garden è un film muto del 1917 diretto da Fred J. Balshofer. La sceneggiatura, a firma dello stesso Balshofer e di Richard V. Spencer, si basa sull'omonimo romanzo di George Gibbs pubblicato a New York nel 1916.

## Trama
Jerry Benham, a dieci anni, diventa l'erede di una grossa fortuna di cui entrerà in pieno possesso appena compiuti i ventun anni, ma solo a condizione di rimanere fino ad allora nella tenuta di Benham, senza potervi uscire né avere contatti con donne. Jerry cresce così, solitario. Ma un giorno, dieci anni dopo, mentre sta pescando, conosce Una Habberton, una bellissima ragazza che è giunta fino lì passando attraverso un cancello sfondato della tenuta. I due iniziano a incontrarsi in quello che diventa per loro il "giardino del paradiso" fino a quando non li trova insieme il tutore di Jerry, Roger Canby, che manda via - anche se gentilmente - la ragazza. Raggiunta la maggiore età, Jerry si reca a New York insieme a Jack Ballard, un altro dei suoi tutori. Introdotto nella vita sociale e degli affari della grande città, Jerry conosce l'affascinante Marcia Van Wyck. Nonostante gli avvertimenti di Roger, il giovane - pur continuando a ricordare Una - comincia a frequentarla, attratto e sedotto dalla donna che lo inizia ai primi atti dell'amore. Però, quando sorprende Ballard e Marcia baciarsi, il ragazzo reagisce contro il tutore, respinge Marcia e, dopo essersi strappato gli eleganti abiti di dosso, ritorna a casa. Qui, Roger fa in modo che Una riappaia nello stesso luogo dove era apparsa la prima volta a Jerry e, finalmente, i due giovani possono riunirsi e ritrovare insieme l'armonia perduta.

## Produzione
Il film fu prodotto dalla Yorke Film Corporation.

## Distribuzione
Distribuito dalla Metro Pictures Corporation, il film uscì nelle sale cinematografiche statunitensi il 1º ottobre 1917. In Danimarca, fu distribuito l'11 agosto 1919 con il titolo Paradisets Have. In Francia, il titolo fu tradotto in Le Jardin du paradis.
Non si conoscono copie ancora esistenti della pellicola che viene considerata presumibilmente perduta.